# Jilinga mota
Jilinga mota är en insektsart som beskrevs av Singh-pruthi 1936. Jilinga mota ingår i släktet Jilinga och familjen dvärgstritar. Inga underarter finns listade i Catalogue of Life.